# الغواصة الألمانية يو-413
غواصة يو-413 غواصة يو بوت ألمانية من الفئة السابعة سي بنيت لسلاح بحرية ألمانيا النازية كريغسمارينه، في أحواض فيرفت دانزيغ خلال الحرب العالمية الثانية.